# Nematomicrus tenellus
Nematomicrus tenellus är en stekelart som beskrevs av Wesmael 1845. Nematomicrus tenellus ingår i släktet Nematomicrus och familjen brokparasitsteklar. Arten är reproducerande i Sverige. Inga underarter finns listade i Catalogue of Life.